# Neohendersonia piriformis
Neohendersonia piriformis är en svampart som först beskrevs av G.H. Otth, och fick sitt nu gällande namn av Franz Petrak 1921. Neohendersonia piriformis ingår i släktet Neohendersonia, divisionen sporsäcksvampar och riket svampar.   Inga underarter finns listade i Catalogue of Life.